# ホノカアボーイ
『ホノカアボーイ』は、Porter Classic/ポータークラシックのチーフディレクターでもあり、写真家・ライターとして活躍している吉田玲雄が自分自身のハワイ滞在体験を綴った紀行エッセイが原作。岡田将生初主演の日本映画。

## 概要
ハワイ島の北の端に実在する小さな町ホノカア (Honokaa) に住む日系アメリカ人コミュニティを舞台にした映画。おいしいご飯、人を愛おしく思う心、大切な言葉、そしてハワイ島の優しくゆるやかな風景。町の映画館で映写技師として働くことになった青年と、そこに暮らす人々の人間模様がつづられる。
監督は『いぬのえいが』の短編「ねえ、マリモ」の真田敦。脚本は明治製菓「キシリッシュ」や、JR東日本suica「ペンギンと女の子」、大塚製薬「ポカリスエット×SMAP」など数々のCMを手掛けたCMプランナーの高崎卓馬。主演は岡田将生、女優・歌手と多方面で活躍する倍賞千恵子。主題歌は小泉今日子が歌い、原作の吉田玲雄とは古くからの友人である。
料理、映像、音楽など、あらゆるジャンルの才能たちが結集し、オールハワイロケで作り上げた優しい作品世界が堪能できる。
Porter Classic/ポータークラシックが衣装協力もしている。
キャッチコピーは、どうして僕たちは、何かを失って、大人になるんだろう。

## キャスト
- レオ - 岡田将生
- ビー - 倍賞千恵子
- マライア - 長谷川潤
- トム - 吉田玲雄
- みずえ - 正司照枝
- コイチ - 喜味こいし
- バズ - Chaz Mann
- ジェームス - Tom Suzuki
- コイチ妻 - 披岸喜美子
- ブログ女 - 古川りか、小林由梨、岡田茉奈
- 医師 - 松尾諭
- ケンちゃん - 吉田克幸
- ウクレレ少年 - John Ehrenberg
- カオル - 蒼井優
- チャコ - 深津絵里
- エデリ - 松坂慶子

## スタッフ
- 原作 - 吉田玲雄 「ホノカアボーイ」（幻冬舎文庫）
- 監督 - 真田敦
- 脚本・プロデュース - 高崎卓馬
- 音楽 - 青柳拓次、阿部海太郎
- 撮影 - 市橋織江
- 照明 - 石坂拓郎
- DIT - 高橋善弥
- 録音 - 坂上賢治
- 整音 - 太斉唯夫
- 音響効果 - 岡瀬晶彦
- アニメーション - 稲葉卓也
- 製作 - 亀山千広、高田佳夫、阿部秀司
- 企画 - 大多亮、杉山恒太郎
- エグゼクティブプロデューサー - 石原隆、林朋夫、井上邦彦
- プロデューサー - 松崎薫、湯川昌明、黒木敬士
- アソシエイトプロデューサー - 仁科昌平、小出真佐樹、須藤江理、八木欣也
- 協力プロデューサー - 安藤親広、石田和義
- 音楽プロデューサー - 桑原茂一
- 音楽制作 - 菊池毅、丹羽浩之、三浦麻衣子
- 制作プロダクション - ROBOT
- 制作 - フジテレビジョン、電通、ROBOT

## 主題歌
- 「虹が消えるまで」（ビクターエンタテインメント）[10]

作詞 - 高崎卓馬 / 作曲・編曲 - 斉藤和義 / 歌 - 小泉今日子